# Балто-Ивановка
Балто-Ивановка (баш. Балто-Ивановка) — деревня в Давлекановском районе Республики Башкортостан Российской Федерации. Входит в состав Поляковского сельсовета. 

## География

### Географическое положение
Расстояние до:
- районного центра (Давлеканово): 21 км,
- центра сельсовета (Поляковка): 3 км,
- ближайшей ж/д станции (Давлеканово): 21 км.

## Население
| 2002 | 2009 | 2010 |
| ---- | ---- | ---- |
| 60   | ↗61  | ↘52  |

Согласно переписи 2002 года, преобладающая национальность — русские (43 %).